# Miranda Sex Garden
Os Miranda Sex Garden foram uma banda britânica de rock alternativo, formada em Londres, em 1990, por um grupo de estudantes de música vocal da Escola de Música Purcell. Originalmente um trio de madrigais, o seu primeiro álbum, Madra (1991), era inteiramente composto por músicas de a cappella com texto em inglês. O seu segundo trabalho, o EP Iris (1992) mostra uma evolução do madrigal com sons de rock gótico, darkwave, ethereal wave e música industrial. Com o passar dos anos, a sua sonoridade tornou-se progressivamente mais obscura e sofisticada. 
A partir de 1995, dá-se uma separação, e cada um dos seus elementos segue por projectos pessoais. Katharine Blake envereda por performances em cabarés, e forma a banda Mediæval Bæbes, em 1996. Ben Golomstock forma os The Naked Goat, e Trevor Sharpe os The Servant. 
Em 1999, após um concerto dos Mediaeval Baebes, a banda reúne-se para lançar o álbum de 2000, Carnival of Souls. O álbum seria gravado num cemitério em Norwich.

## Membros
Ao longo dos seus 10 anos de existência, a banda teve diversas formações; apenas Katharine Blake se manteve desde a formação original. No seu último álbum os membros eram:
- Katharine Blake (Vocalista, 1991-2000)
- Trevor Sharpe (Bateria, 1992-2000)
- Ben Golomstock (Guitarra, 1992-2000)
- Teresa Casella (Baixo, 2000)
- Mike Servent (Teclado, 2000)
- Barney Hollington (Violino e Órgão Hammond, 2000)

Outros membros:
- Kelly McCusker (Vocalista, 1991-1994)
- Jocelyn West (Vocalista, 1991)
- Donna McKevitt (Vocalista, 1992-1994)
- Hepzibah Sessa (Vocalista e teclado, 1994)

## Discografia

### Álbuns
- Madra (1991, Katharine Blake, Kelly McCusker e Jocelyn West; madrigais do século XVII em arranjos de a cappella)

- Suspiria (1993 - O nome deste álbum tem origem no filme com o mesmo nome, do realizador italiano de filmes de terror, Dario Argento; incluía uma estranha[1] versão de In Heaven (Everything is Fine), do filme Eraserhead de David Lynch. Kelly McCusker—vocalista, violino, órgão; Katharine Blake—vocalista, violino, percussão; Donna McKevitt—vocalista, viola; Ben Golomstock—guitarra, órgão, baixo, vocalista; Trevor Sharpe—baterias, percussão, baixo)

- Fairytales of Slavery (1994 - produzido por Alex Hacke dos Einsturzende Neubauten. Katharine Blake—vocalista, glockenspiel, piano; Donna McKevitt—vocalista, viola; Ben Golomstock—guitarra, teclado; Trevor Sharpe—bateria, percussão)

- Carnival of Souls (2000)

### EP
- Iris (1992, EP; Kelly McCusker-vocalista, violino, órgão; Katharine Blake—vocalista, violino, percussão; Donna McKevitt—vocalista, viola; Ben Golomstock—guitarra, órgão, baixo, vocalista; Trevor Sharpe—bateria, percussão, baixo)